# Stazione di Drancy
La stazione di Drancy (in francese Gare de Drancy) è una stazione ferroviaria situata nel comune di Drancy, nel dipartimento della Senna-Saint-Denis.

## Storia
Costruita originariamente come semplice fermata ferroviaria nel 1868, fu convertita in stazione vera e propria grazie agli sforzi congiunti dei comuni di Drancy e Le Blanc-Mesnil nel 1903.
L'attuale fabbricato viaggiatori fu costruito nel 1936 dalla Compagnie des chemins de fer du Nord.

## Movimenti
La stazione è servita dai treni della Linea RER B.